# Russula virescens
Russula virescens, comúnmente llamado gorro verde y seta del cura, es una especie de hongo basidiomiceto de la familia Russulaceae. Se reconoce por su distintivo píleo verde pálido que mide hasta 15 cm de diámetro, cuya superficie está cubierta con manchas angulares verdes más oscuras. Tiene láminas blancas apiñadas y un recto estipe blanco que mide hasta 8 cm de alto y 4 cm de grosor. Es considerada como una de las mejores setas comestibles del género Russula, es muy popular en España y China. Con un sabor descrito como suave, almendrado, afrutado o dulce, se puede cocinar a la parrilla, frito, salteado o consumido crudo. Las setas son ricas en carbohidratos y proteínas, con un bajo contenido de grasa.
La especie fue descrita por Jacob Christian Schäffer en 1836. Su distribución abarca África del Norte, América Central, Asia y Europa. No se ha aclarado su presencia en América del Norte, debido a la confusión con las especies similares Russula parvovirescens y R. crustosa. El hongo fructifica en solitario o se dispersa en el suelo de bosques caducifolios y mixtos, que forman asociaciones micorrícicas con árboles planifolios como el roble, la haya y el álamo temblón (Populus tremula). En Asia, se asocia con varias especies de árboles tropicales de tierras bajas de la familia Dipterocarpaceae. Tiene una enzima ribonucleasa con una bioquímica única entre las setas comestibles. También polisacáridos biológicamente activos y una enzima lacasa que puede descomponer algunos tintes utilizados en laboratorios y la industria textil.

## Descripción

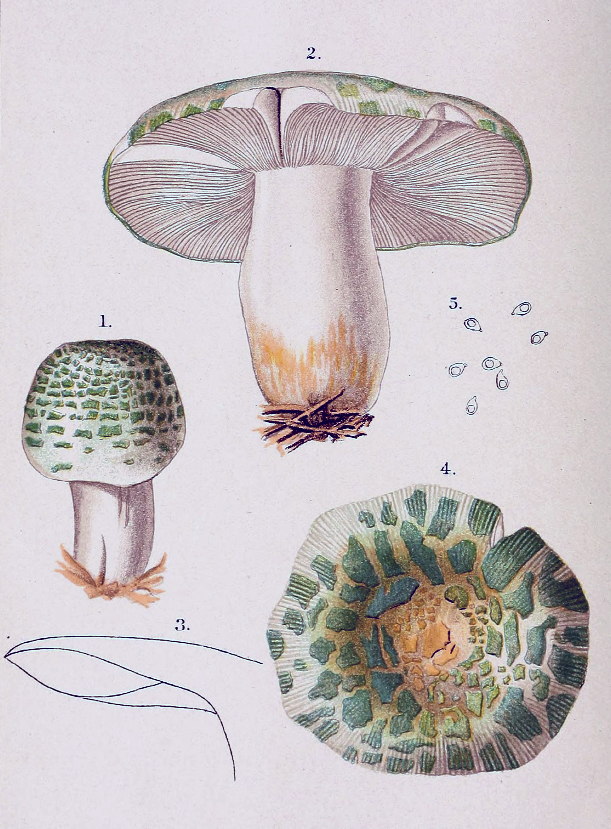
Ilustración por Louis Charles Christopher Krieger (1898).

Descrito por el entusiasta de las setas Antonio Carluccio como «no exactamente agradable a la vista», el píleo tiene forma de cúpula o barril al principio y se vuelve convexa y aplanada al envejecer, con un diámetro de hasta 15 cm. El centro está deprimido en la mayoría de ocasiones. La cutícula del píleo o pileipellis es verde, más oscura en el centro, con manchas del mismo color dispersos radialmente alrededor de este en un patrón areolado. El color de la pileipellis generalmente tiene un tono variable, que va desde el gris hasta el cardenillo y el verde hierba. La extensión de las manchas en la pileipellis también es variable, lo que hace que los especímenes con manchas pequeñas se asemejen a otras especies de Russula de píleo verde, como R. aeruginea. Las manchas verdes del píleo yacen sobre un fondo blanco a verde pálido. El píleo también puede presentar lóbulos irregulares y grietas, aunque con frecuencia mantiene su silueta redonda. La pileipellis es delgada y se puede despegar fácilmente de la superficie a una distancia de aproximadamente la mitad hacia el centro del píleo. Las láminas son de color blanco a crema y con poco espacio entre ellas; en su mayoría no terminan en el estipe y están interconectadas en sus bases por venas. El estipe es cilíndrico, blanco y de altura variable, crece hasta 8 cm de alto y 4 cm de ancho; tiene aproximadamente el mismo grosor tanto en la parte superior como en la base. La parte superior del estipe también podría estar cubierta con un polvo blanco semejante a la harina. Puede volverse ligeramente marrón al madurar, cuando se lesiona o si se lastima en la manipulación. Al igual que otros hongos en el orden Russulales, la carne es quebradiza, debido a la citoarquitectura de los esfaeroquistes —células cilíndricas que contrastan con las típicas hifas filamentosas y fibrosas presentes en otros órdenes de los basidiomicetos—.

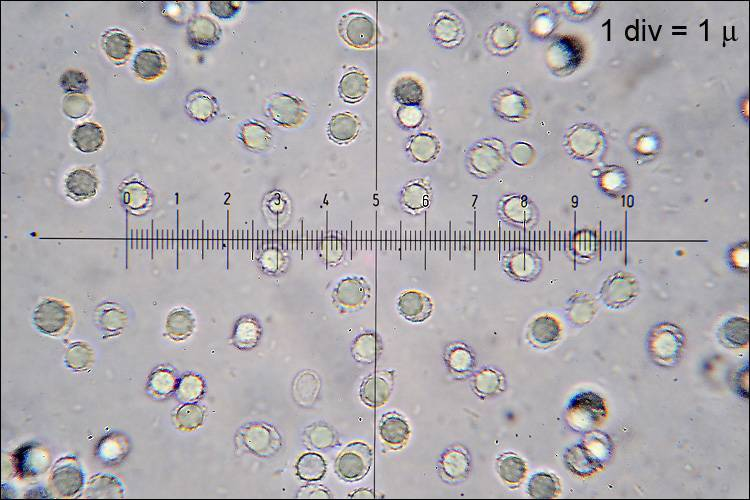
Las esporas son translúcidas y verrugosas.

Las esporas son elípticas o elipsoides, con verrugas, translúcidas (hialinas) y producen una esporada blanca, pálida o amarilla pálida; las dimensiones de las esporas son 6-9 × 5-7 µm. Un retículo parcial —patrón de cordoncillos en forma de red— interconecta las verrugas. Las células portadoras de esporas, los basidios, tienen apariencia de palo y dimensiones de 24-33 × 6-7.5 µm; son incoloros y cada uno contiene de dos a cuatro esporas. Los pleurocistidios —cistidios en la cara laminar— tienen 40-85 × 6-8 µm y terminan abruptamente en una punta afilada.

## Taxonomía
La especie fue descrita por primera vez por el polímatico alemán Jacob Christian Schäffer en 1774 bajo el nombre Agaricus virescens; fue transferida posteriormente al género Russula por Elias Magnus Fries en 1836. De acuerdo a la base de datos MycoBank, Russula furcata var. aeruginosa (publicado por Christiaan Hendrik Persoon en 1796) y Agaricus caseosus (por Karl Friedrich Wilhelm Wallroth en 1833) son sinónimos de R virescens. La variedad albidocitrina, definida por Claude-Casimir Gillet en 1876, ya no se considera que tenga significado taxonómico independiente. De acuerdo con la clasificación de Russula de Rolf Singer en 1986, R. virescens es la especie tipo de la subsección Virescentinae en la sección Rigidae, una agrupación de hongos caracterizada por un píleo cuya superficie se rompe en manchas de partículas parecidas al salvado (furfuráceo). En un análisis filogenético molecular de los miembros europeos del género, R. virescens formó un clado con R. mustelina; estas dos especies eran hermanas de un clado que contenía R. amoenicolor y R. violeipes.
El epíteto específico virescens significa «tornarse verde» en latín. El patrón característico de la superficie del píleo es aludido en los nombres comunes de la especie en los países anglosajones.

### Especies similares
Russula parvovirescens, que se encuentra en el este de los Estados Unidos, puede distinguirse por su menor estatura, con píleos de 4-8 cm de ancho y estipes de hasta 6 cm de largo por 2 cm de grosor. En comparación con R. virescens, tiende a ser más verde azulado, las manchas en su píleo son más grandes y el píleo tiene un borde forrado. Microscópicamente, las células terminales en la pileipellis de R. parvovirescens son más gruesas que las de la otra especie, que tiene células terminales cónicas y alargadas. Otra pariente de píleo verde es R. aeruginea, pero esta especie puede distinguirse por su tamaño más pequeño y su píleo liso. La característica del píleo verde aparece también en R. heterophylla y R. cyanoxantha var. peltereaui. Tanto R. crustosa como R. virescens también tiene un píleo areolado, pero se vuelve pegajoso o viscoso cuando está húmedo, y su color es más variable, ya que puede ser rojizo, amarillento o marrón. Además, la esporada de R. crustosa es de un amarillo más oscuro que R. virescens. R. redolens tiene un píleo «verde oscuro a azul verdoso», pero se diferencia en que es suave; tiene un sabor desagradable y huele a perejil.

## Comestibilidad

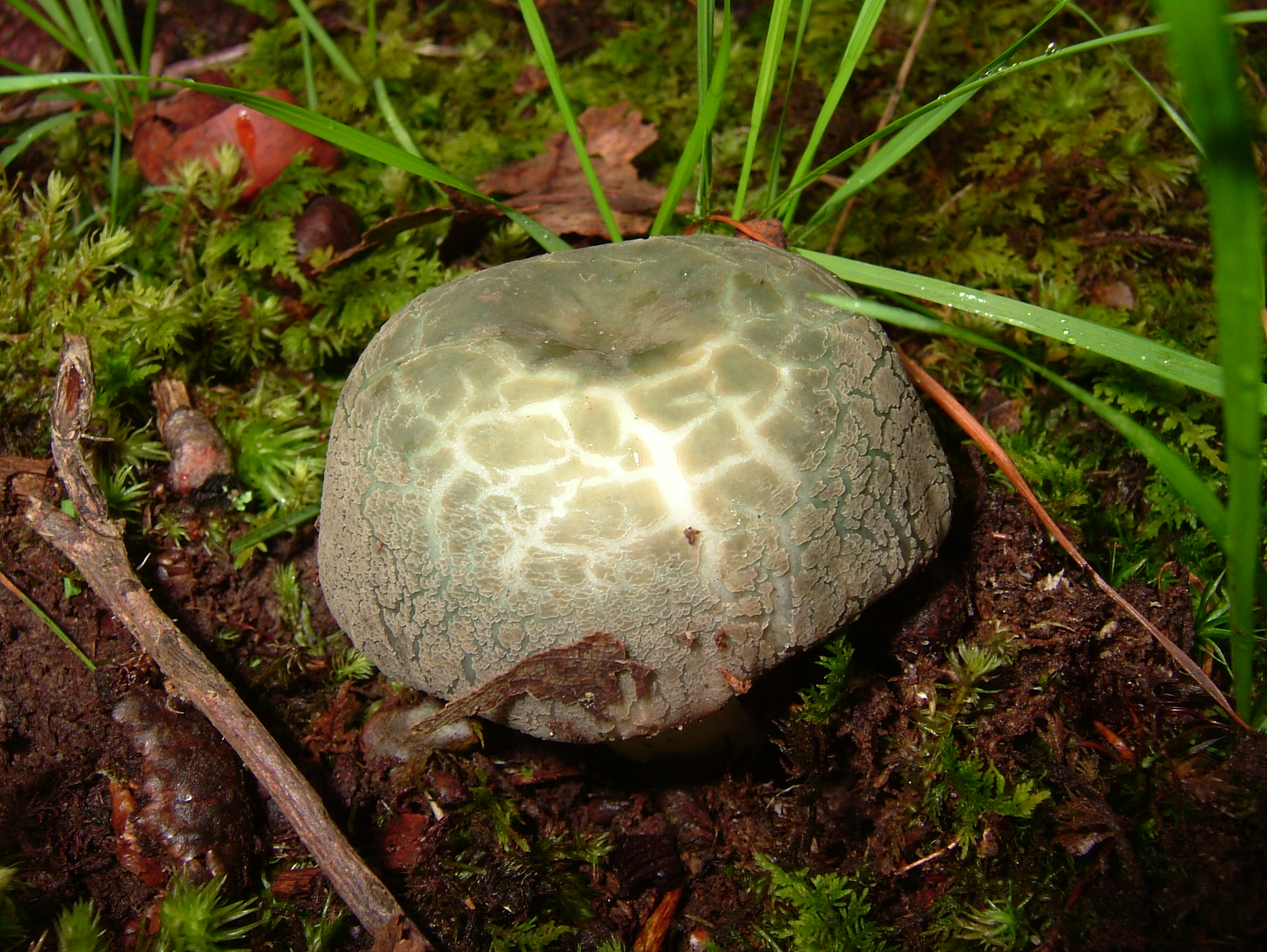
A pesar de su aspecto «mohoso», es un hongo comestible popular en varios países.

Considerada una de las mejores setas comestibles del género Russula, es muy popular en Europa, particularmente en España. En un trabajo de 1875 sobre el uso de hongos, el micólogo inglés Mordecai Cubitt Cooke comentó que «los campesinos de Milán tienen el hábito de tostar[lo] sobre brasas de madera y comerlo después con un poco de sal». El hongo se vende como un producto seco en Asia; en China se puede encontrar en mercados de carretera. Su olor no es distintivo, pero el sabor se ha descrito como suave, almendrado, afrutado o incluso dulce. Los especímenes maduros pueden oler a arenques. El desecado de los champiñones mejora el sabor a nuez. Las setas se pueden saltear —su color verde desaparece con la cocción— y los ejemplares jóvenes que se preparan de esta manera tienen un sabor a papa que combina bien con las chalotas. También pueden freírse o asarse o emplearse crudos en ensaladas. Los ejemplares jóvenes son pálidos y podrían ser difíciles de identificar, pero el patrón característico de los cuerpos fructíferos más envejecidos disminuye notablemente la confusión con otras especies. Al recolectar R. virescens para el consumo, es necesario evitar confusiones con la peligrosamente venenosa Amanita phalloides, conocida como hongo de la muerte, que se puede identificar más fácilmente por su volva y anillo.

Una dama aficionada a la micofagia, conocida por el escritor, [...] que es especialmente aficionada a la verde Russula, nunca está perdida por esta golosina especialmente apreciada como recompensa por su paseo diario entre los árboles. Un visitante muchas veces puede ver en su bufé un pequeño plato de vidrio lleno de champiñones, bien raspados y cortados en pedazos, un placer siempre presente entre las comidas. Porque incluso en su estado natural, como ella dice discriminadamente, son “tan dulces como las castañas”. Este es especialmente el caso con los “pequeños” o especímenes más jóvenes.
William Hamilton Gibson.

La seta tiene componentes nutricionales característicos. Los hongos frescos contienen aproximadamente 92.5 % de humedad. Una muestra de 100 g de hongos secos (100 g dw) tiene 365 kcal (1527 kJ). Los carbohidratos constituyen la mayor parte de los cuerpos fructíferos, que comprenden el 62 % del peso seco; el 11.1 % de los carbohidratos son azúcares, la gran mayoría de los cuales (10.9 %) es manitol. El contenido total de lípidos o grasas crudas constituye el 1.85 % de la materia seca del hongo. La proporción de ácidos grasos —expresada como un porcentaje del total de estos— es 28.78 % de ácidos grasos saturados, 41.51 % de monoinsaturados y 29.71 % de poliinsaturados. Los más prevalentes incluyen el ácido palmítico (17.3 % del total de ácidos grasos), ácido esteárico (7.16 %), ácido oleico (40.27 %) y ácido linoleico (29.18 %). Están presentes varios compuestos bioactivos. Por ejemplo, 100 g dw contienen 49.3 µg de tocoferoles (20.0 µg de α-tocoferol, 21.3 µg de β-tocoferol y 8.0 µg de γ-tocoferol) y 0.19 mg del pigmento carotenoide licopeno. Hay 4.46 g de ácidos orgánicos por cada 100 g dw, entre los que están el ácido oxálico (0.78 g), el ácido málico (2.71 g), el ácido cítrico (0.55 g) y el ácido fumárico (0.23 g). Las setas tienen 22.6 mg/100 g dw del compuesto fenólico ácido p-hidroxibenzoico y 15.8 mg/100 g dw de ácido cinámico.

## Hábitat y distribución

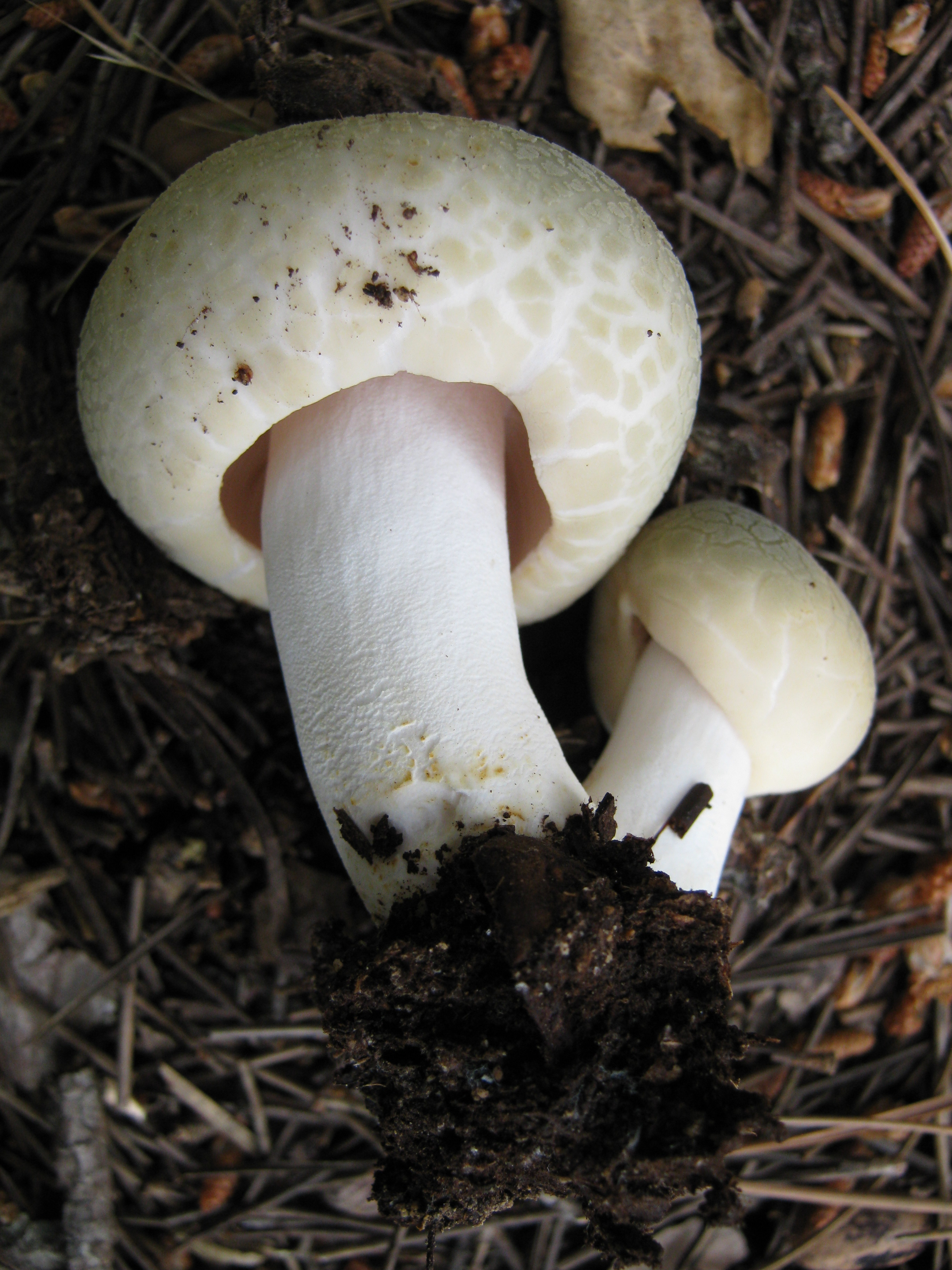
Setas jóvenes con coloración verde claro.

Se puede encontrar fructificando en el suelo de bosques caducifolios y mixtos, formando relaciones simbióticas ectomicorrícicas con una variedad de árboles, como robles (Quercus), hayas (Fagus sylvatica) y álamos temblones (Populus tremula). Investigaciones preliminares sugieren que el hongo también se asocia con al menos diez especies de Dipterocarpaceae, una importante familia de árboles que prevalece en bosques lluviosos tropicales de tierras bajas del Sudeste Asiático. Los cuerpos fructíferos pueden aparecer en solitario o en grupos, cada año reaparecen en los mismos lugares y son poco comunes. En Europa, la fructificación ocurre principalmente durante los meses de verano hasta principios de otoño. Un estudio sobre la ocurrencia estacional de varias especies comunes de hongos en bosques subtropicales de Xalapa-Enríquez mostró que el período de fructificación de R. virescens ocurría en abril, antes del inicio de la temporada de lluvias.
La distribución en América del Norte es objeto de debate, donde también se reconocen varias especies similares, como R. parvovirescens y R. crustosa. Un autor incluso sugirió que R. virescens «es estrictamente una especie europea», citando a Buyck y colaboradores (2006), quienes indicaron que «el grupo virescens-crustosa es mucho más complejo de lo que se sospecha y abarca al menos una docena de taxones en el este de los Estados Unidos». Al igual que en Europa, la especie tiene una distribución generalizada en Asia, con presencia documentada desde la India, Malasia, Corea, las Filipinas, Nepal, China, Tailandia y Vietnam. También se encuentra en África del Norte y América Central.

## Aplicaciones
Russula virescens tiene una capacidad limitada para bioacumular micronutrientes como el hierro, el cobre y el zinc del suelo. La concentración de estas trazas metálicas es ligeramente mayor en los píleos que en los estipes. Una carne de 300 gramos de píleos de setas frescas proporcionaría el 16 % de la ingesta diaria recomendada (IDR) de cobre para un hombre o una mujer adultos de 19 a 50 años; 16 % o 7.3 % de la IDR de hierro para un hombre o una mujer adultos, respectivamente; 16-22 % de la IDR de zinc para adultos. Asimismo es un pobre bioacumulador de los metales pesados tóxicos arsénico, cadmio, plomo, mercurio y níquel.
Los polisacáridos de hongos biológicamente activos han sido un tema de investigación frecuente en las últimas décadas debido a su posible efecto estimulante sobre las respuestas inmunitarias innatas y mediadas por células, actividades antitumorales y otros aspectos. Se ha detectado actividad inmunoestimuladora, antioxidante, disminución del colesterol y disminución de la glucemia en extractos de cuerpos fructíferos de R. virescens, que se atribuyen a los polisacáridos. Se aisló de los cuerpos fructíferos un β-glucano insoluble en agua, RVS3-II. Los derivados sulfatados de este compuesto presentan actividades anticancerígenas contra las líneas celulares tumorales de los sarcomas. El RVP, un polisacárido soluble en agua presente en el hongo, está hecho principalmente de subunidades de galactomanano y tiene actividad antioxidante.
Las ribonucleasas son enzimas que catalizan la hidrólisis del ácido ribonucleico (ARN) y colectivamente juegan un rol crítico en muchos procesos biológicos. Se demostró que una ribonucleasa de R. virescens es bioquímicamente única entre siete especies de setas comestibles: tiene una coespecificidad para escindir ARN en poli A y poli C, en comparación con las ribonucleasas monoespecíficas de las otras; se puede adsorber en columnas cromatográficas que contienen dietilaminoetil celulosa como adsorbente; tiene un pH óptimo de 4.5, más bajo que las demás especies; además, posee una secuencia de aminoácidos N-terminal «claramente diferente». El hongo contiene una enzima lacasa única que puede descomponer varios tintes utilizados en laboratorios y la industria textil, como azul de bromotimol, negro de eriocromo T, verde malaquita y azul reactivo brillante. Las lacasas se utilizan cada vez más en la industria textil como biocatalizadores ambientales para el tratamiento de aguas residuales de colorantes.